# Selenoribates foveiventris
Selenoribates foveiventris är en kvalsterart som beskrevs av Karl Strenzke 1961. Selenoribates foveiventris ingår i släktet Selenoribates och familjen Selenoribatidae. Inga underarter finns listade i Catalogue of Life.